# صك
الصَكّ (الجمع: صُكوك) (بالفرنسية: Chèque شيك) ورقة تجارية له ثلاثة أطراف، فهو أمر يصدر من الساحب إلى شخص آخر المسحوب عليه (غالباً هو المصرف) لدفع مبلغ معين بمجرد الاطلاع عليه لشخص ثالث هو المستفيد أو حامل الشيك.

## تعريف
الصك، هو مستند يأمر المصرف بدفع مبلغ معين من المال من حساب شخص إلى الشخص الذي تم إصدار الصك باسمه. الشخص الذي يكتب الصك، والمعروف باسم الساحب، لديه حساب مصرفي للمعاملات (غالباً ما يُسمى حساباً جارياً) حيث يتم الاحتفاظ بأموالهم. يكتب الساحب التفاصيل المختلفة بما في ذلك المبلغ النقدي والتاريخ والمدفوع له على الصك، ويوقع عليه، ويطلب من مصرفهم، المعروف باسم المسحوب عليه، أن يدفع لذلك الشخص أو الشركة المبلغ المالي المذكور. يعتبر الصك أداة وفاء فقط، إذ يتضمن تاريخاً واحداً فقط يكون تاريخ تحريره واستحقاقه أيضاً، فهو مستحق الوفاء لدى الاطلاع.

## أطراف الصك
العناصر الأربعة الرئيسية على الشيك هي:
- ساحب ، الشخص أو الكيان الذي أجرى الشيك
- المستفيد ، متلقي المال
- المسحوب عليه ، البنك أو مؤسسة مالية أخرى حيث يمكن تقديم الشيك للدفع

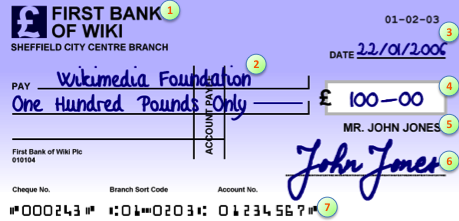
أجزاء الشيك بناءً على مثال بريطاني

- المبلغ ، مبلغ العملة

أجزاء الشيك بناءً على مثال بريطاني (في الصورة)
1. المسحوب عليه، المؤسسة المالية حيث يمكن تقديم الشيك للدفع  وهو البنك الذي يقوم بدفع مبلغ الشيك من الحساب الجاري لديه
2. المستفيد
3. تاريخ الاصدار
4. المبلغ
5. الساحب: وهو صاحب الحساب الذي يعطي أمراً للبنك بدفع مبلغ محدد ويوقع على الشيك
6. توقيع الساحب
7. معلومات التوجيه والحساب المقروءة آليًا

## مقارنة بين الصك والكمبيالة
| الشيك                                                                                                | الكمبيالة |
| --- | --- |
| أداة وفاء فقط، إذ يتضمن تاريخاً واحداً يكون تاريخ تحريره واستحقاقه أيضاً، فهو مستحق الوفاء لدى الاطلاع. | أداة وفاء وائتمان أيضاً، فقد تتضمن تاريخ استحقاق. لا يمنع قانونا أن يكون تاريخاً واحداً، إذ لا تستحق الوفاء إلا في تاريخ محدد. |

## معرض صور

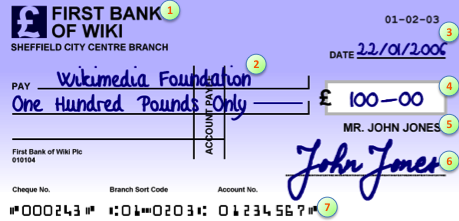
طريقة كتابة الشيك.
نموذج شيك كندي
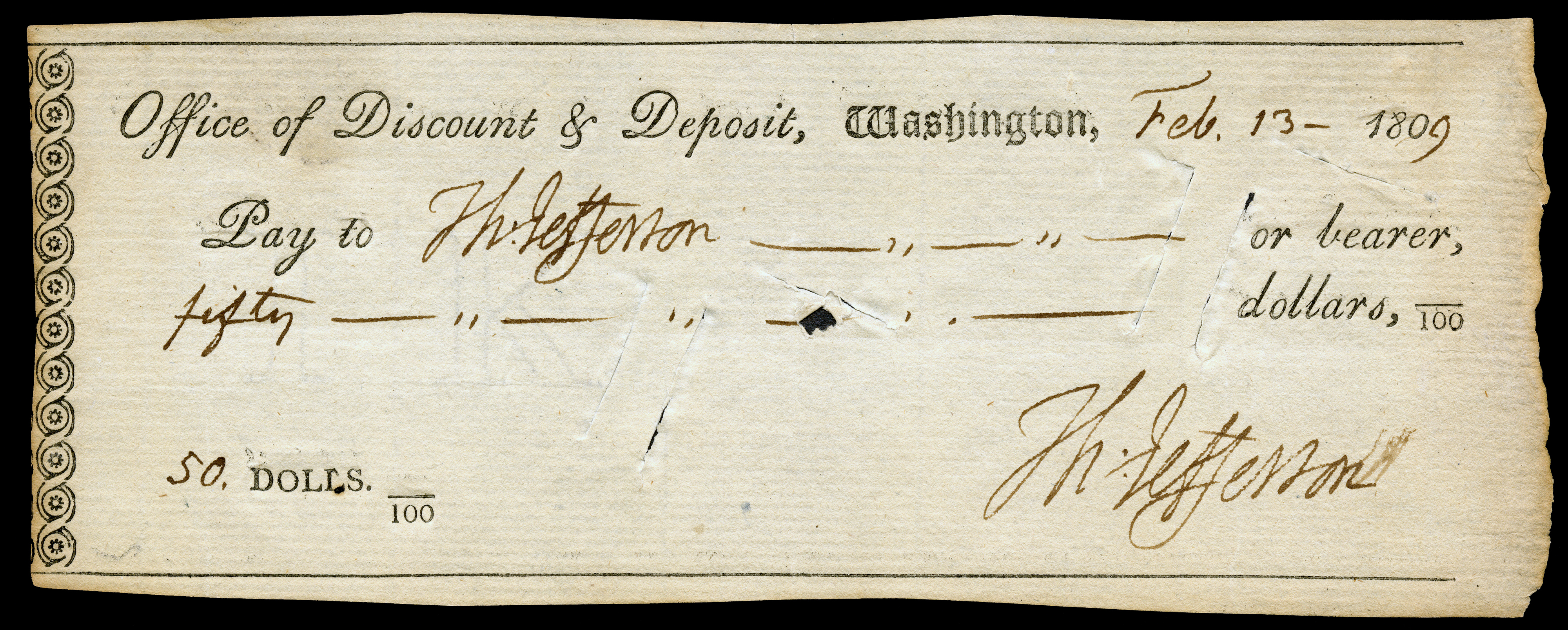
شيك مع توماس جيفرسون كمدفوع له ودائن من عام 1809.
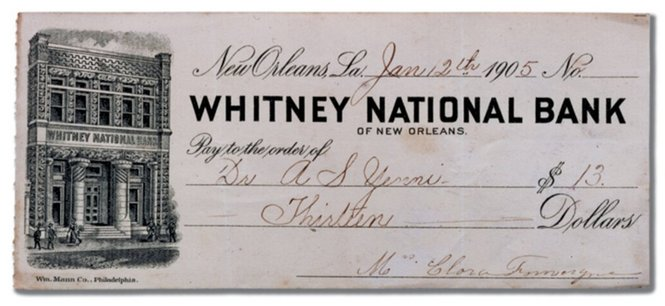
شيك من عام 1905
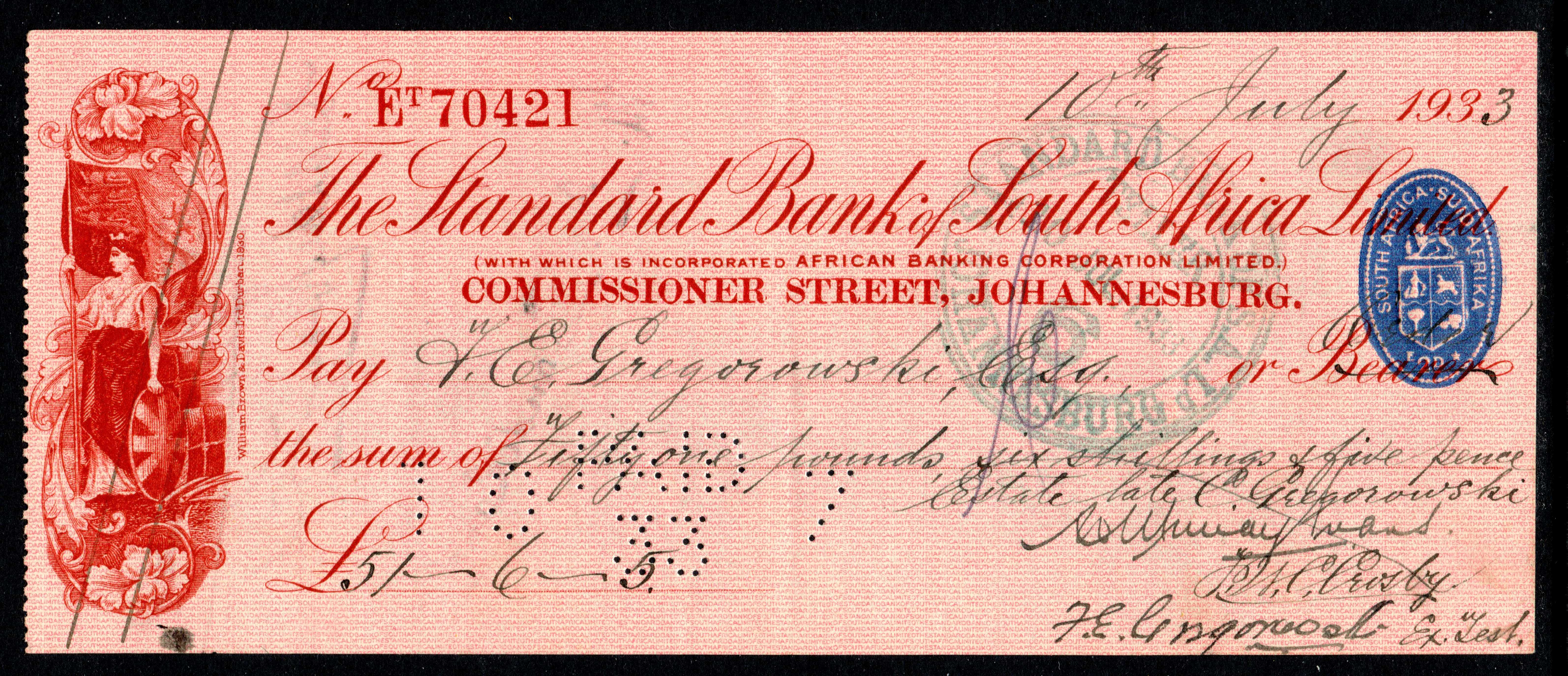
شيك من عام 1933